# Астер, Карл Генрих фон
Карл Генрих фон Астер (нем. Carl Heinrich Aster; 1782—1855) — немецкий офицер и военный писатель; брат выдающегося немецкого военного инженера Эрнста Людвига фон Астера.

## Биография
Карл Генрих фон Астер родился 4 февраля 1782 года в городе Дрездене в семье генерал-майора и начальника инженерного корпуса саксонской службы Фридриха Людвига фон Астера.
В 1796 году поступил в саксонскую артиллерию и поручиком участвовал в сражении при Йене и Ауэрштедте. Вслед за тем он занял место преподавателя в артиллерийской школе в Дрездене, а с 1809 года принимал деятельное участие в реорганизации саксонской армии. В 1831 году ему было присвоено звание подполковника.
В 1834 году Астер вышел в отставку. Он оставил о себе память как военный писатель. Ему принадлежат: «Lehre von Festunskrige» (2 тома, Дрезден, 1812; 3 изд. 1835) — сочинение, переведенное на многие языки, а в Пруссии принятое учебником; «Die Gefechte und Schlachten bei Leipzig» (с планом и картами, 2 т., Лейпциг, 1852—1853 и др.) — превосходное сочинение, основанное на тщательном изучении источников.
Карл Генрих фон Астер умер 23 декабря 1855 года в родном городе.

## Награды
- Орден Заслуг, рыцарский крест (1849, королевство Саксония)[3]
- Орден Альбрехта, командорский крест 2-го класса (1852, королевство Саксония)[4]